# آيت تضيض (أمزوضة)
آيت تضيض هي إحدى مشيخات المملكة المغربية، تتبع جغرافيا لإقليم شيشاوة وإداريًا لأمزوضة. يقدر عدد سكانها بـ 6624 نسمة حسب الإحصاء الرسمي للسكان والسكنى لسنة 2004.